# Tomasz Kolbusz
Tomasz Kolbusz (ur. 28 marca 1965 w Bielsku-Białej, zm. 21 grudnia 2006 w Krakowie) – pionier polskiego Internetu, współtwórca i wieloletni prezes Onet.pl. Absolwent japonistyki na Uniwersytecie Jagiellońskim w Krakowie.
Od 1991 pełnił funkcję dyrektora generalnego Wydawnictwa Pascal, od 1999 do 2002 był wiceprezesem zarządu "Optimus Pascal" (właściciela portalu Onet.pl). Od lipca 2000 do lipca 2004 był prezesem zarządu Onet.pl. Zgodnie z umową z jednym z akcjonariuszy Onetu, ITI, kontrakt menedżerski Kolbusza kończył się w 2004 roku. Choć udziałowcy chętnie widzieli go w roli prezesa portalu, zadecydował o wycofaniu się z operacyjnej działalności portalu, będąc związany z firmą jako doradca strategiczny zarządu. ITI odkupił od niego pakiet akcji Onetu za 75 mln zł.
Był umieszczony na 97. pozycji na liście stu najbogatszych Polaków tygodnika Wprost w 2001 i 2002 roku.
Pochowany na Cmentarzu Salwatorskim w Krakowie, kwatera N-2-38.

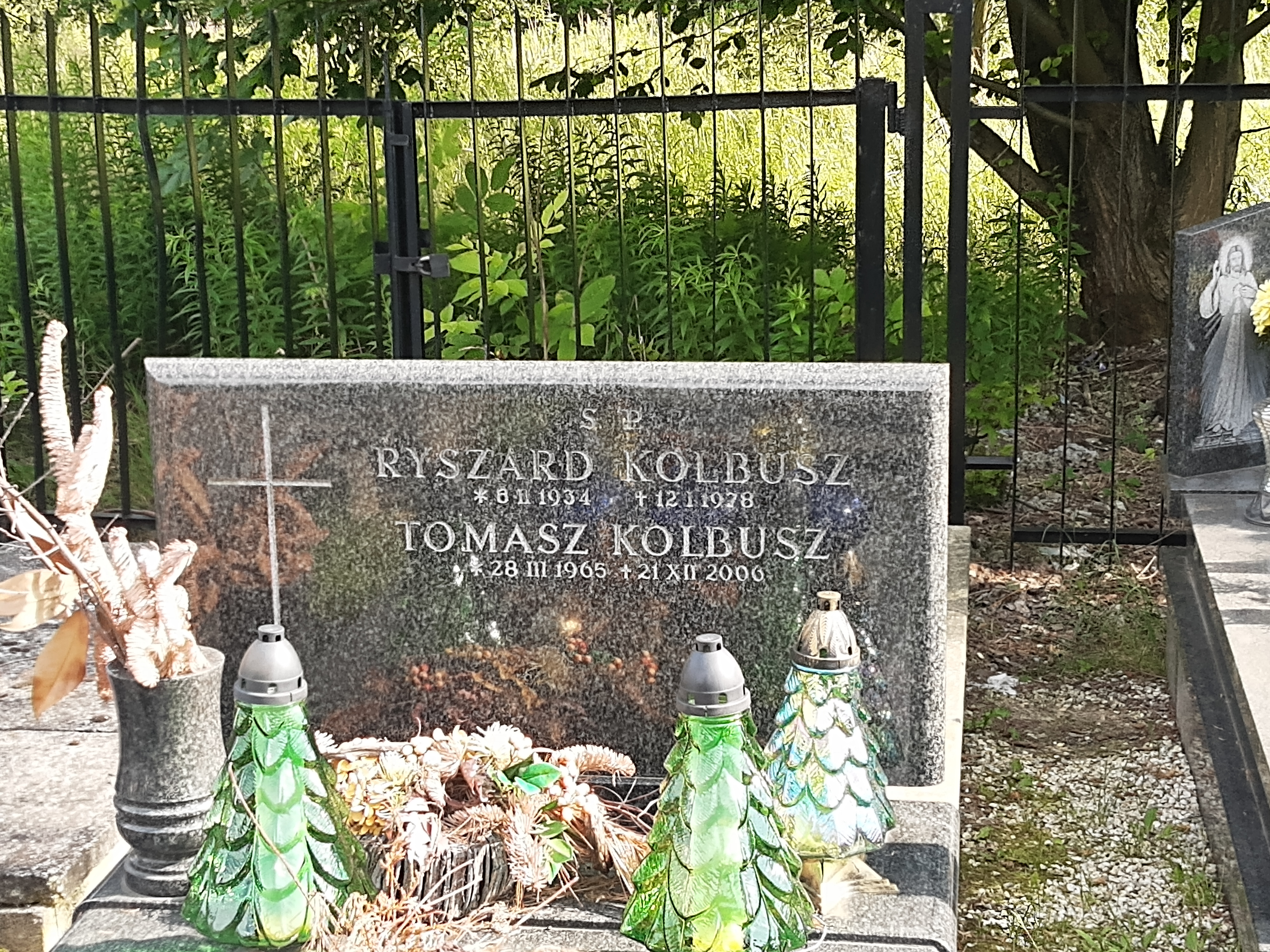
Grób Tomasza Kolbusza na Cmentarzu Salwatorskim